# Perigonia ilus
Perigonia ilus är en fjärilsart som beskrevs av Jean Baptiste Boisduval 1870. Perigonia ilus ingår i släktet Perigonia och familjen svärmare. Inga underarter finns listade i Catalogue of Life.

## Beskrivning

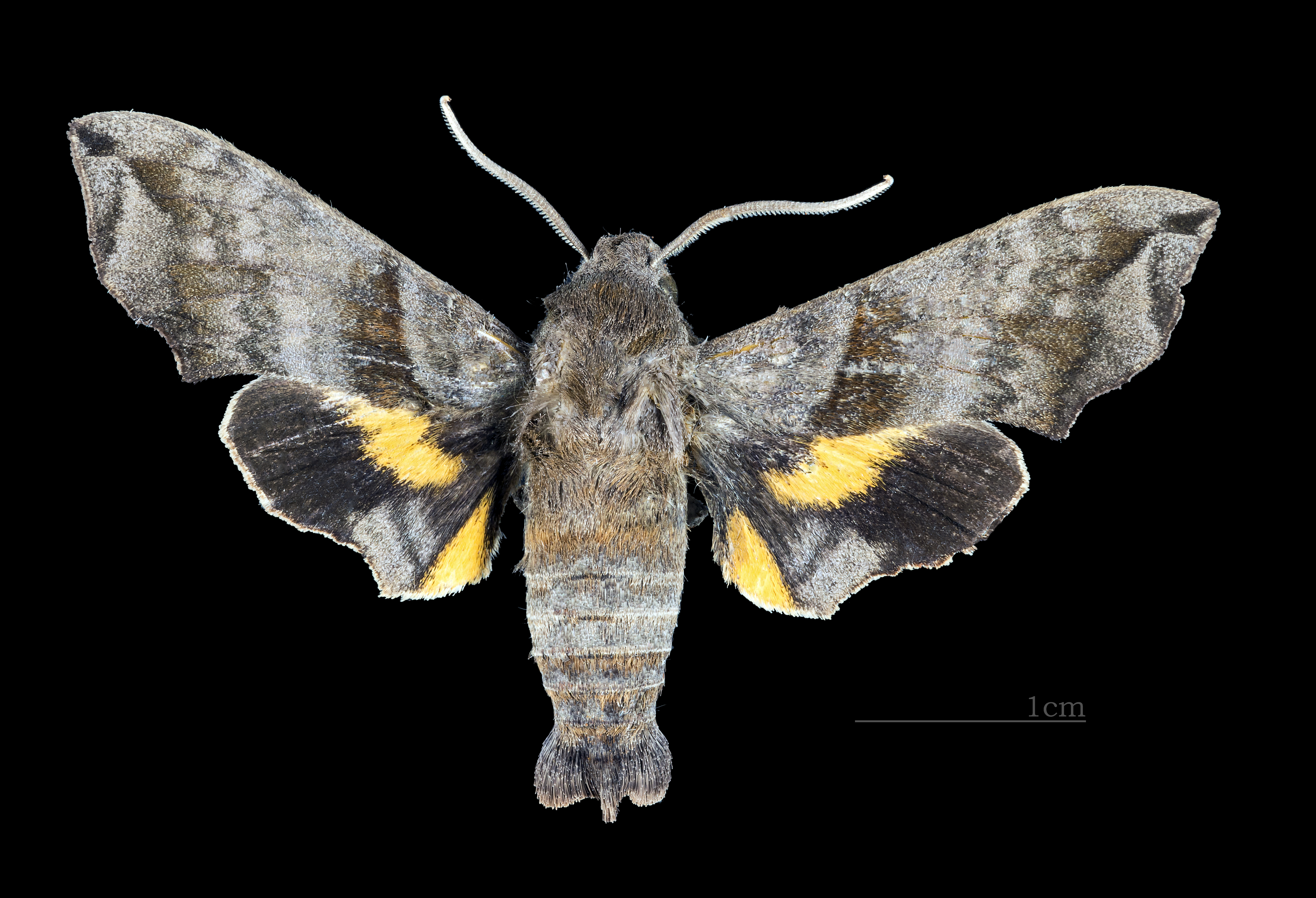
Perigonia ilus  ♀
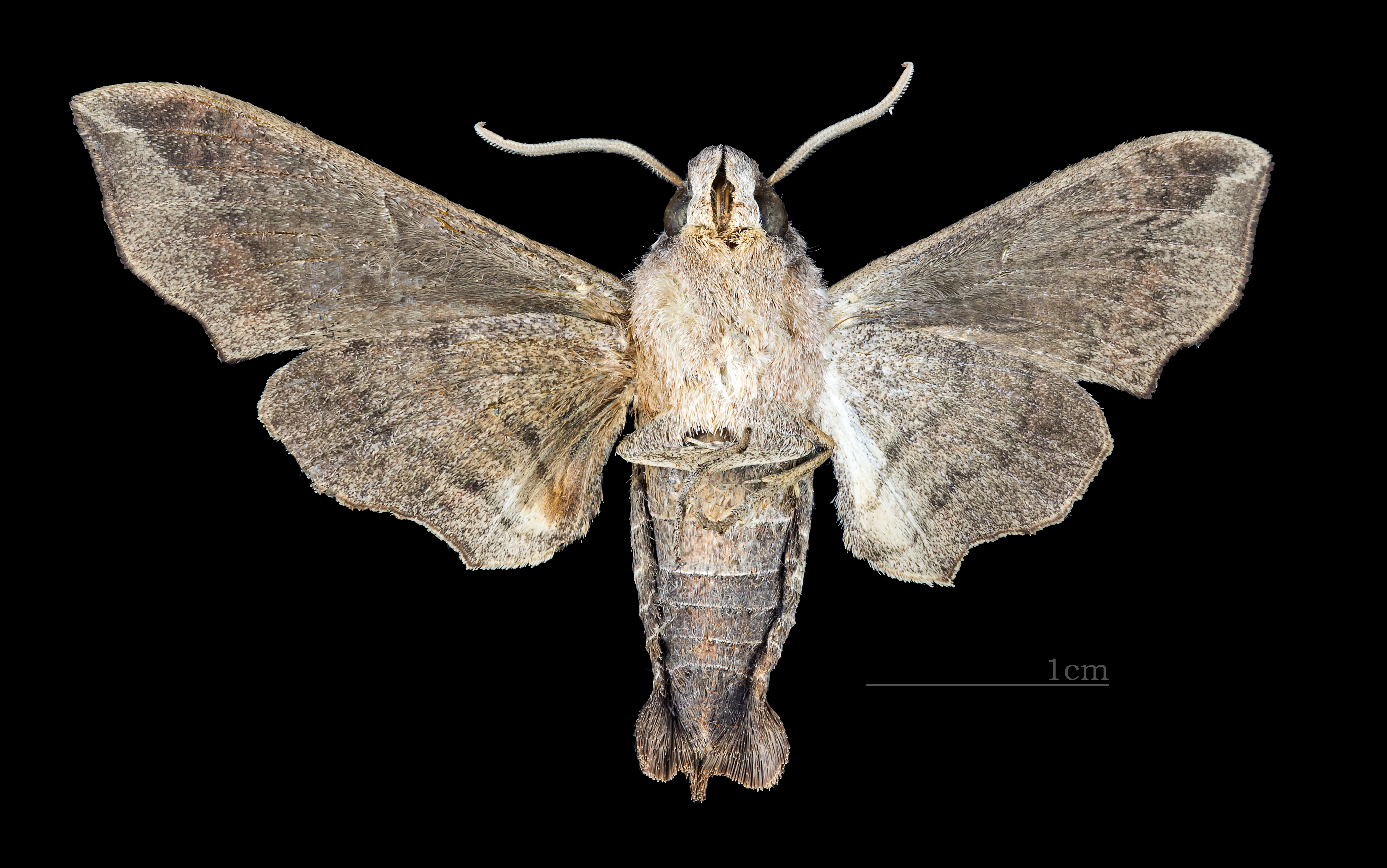
Perigonia ilus  ♀ △